# Olena Joupieva-Viazova
Olena Pavlivna Joupieva-Viazova (ukrainien : Олена Павлівна Жупієва-В'язова) ou Ielena Pavlovna Joupieva-Viazova (russe : Елена Павловна Жупиева-Вязова), née le 18 avril 1960 à Arkhangelsk, est une ancienne athlète, spécialiste du courses de fond et qui représentait l'Union soviétique. 
Aux Jeux olympiques d'été de 1988 à Séoul, elle a remporté la médaille de bronze sur 10 000 m derrière sa compatriote Olga Bondarenko et la Britannique Liz McColgan.
L'année précédente, elle avait été sacrée vice-championne du monde sur la même distance.

## Palmarès

### Jeux olympiques
- Jeux olympiques d'été de 1988 à Séoul (Corée du Sud)
  -  Médaille de bronze sur 10 000 m

### Championnats du monde d'athlétisme
- Championnats du monde de 1987 à Rome (Italie)
  -  Médaille d'argent sur 10 000 m

### Championnats d'Europe d'athlétisme
- Championnats d'Europe de 1986 à Stuttgart (Allemagne de l'Ouest)
  - 6e sur 3 000 m
  - 6e sur 10 000 m